# Шайхет, Александр
Александр Шайхет (нем. Alexander Schaichet; 22 июня 1887, Николаев, Российская империя — 19 августа 1964, Цюрих, Швейцария) — швейцарский дирижёр и скрипач, альтист, музыкальный педагог.

## Биография
Родился 10 июня (по старому стилю) 1887 года в семье херсонского мещанина Хаима Эльевича Шайхета и Бейлы Шайхет. После смерти матери (не позднее 1900 года), отец повторно женился.
В 1903—1906 годах учился в Одесском музыкальном училище у Александра Фидельмана, в 1906—1910 годах — в Лейпцигской консерватории.
В 1910—1914 годах — концертмейстер и первая скрипка оркестра в Йене. Одновременно выступал как ансамблист в составе Йенского струнного квартета (вместе с виолончелистом Иоахимом Стучевским) и в составе Майнингенского фортепианного трио во главе с Максом Регером.
В 1914 году вместе со своим другом Стучевским эмигрировал в Швейцарию, в 1919 году женился на пианистке Ирме Лёвингер. В 1927 году получил швейцарское гражданство. Поселившись в Цюрихе, часто выступал в качестве скрипача и альтиста и руководил классом скрипки Академии музыки в Цюрихе. В 1920 году основал Камерный оркестр Цюриха (нем. Kammerorchester Zürich), которым руководил до 1943 года. Был одним из учредителей швейцарской секции Международного общества современной музыки (1923), занимался пропагандой новейшей музыки в Швейцарии.
В 1962 году удостоен администрацией Цюриха медали имени Ганса Георга Негели.

## Семья
Двоюродный брат — фотохудожник Аркадий Шайхет; его сын — архитектор Анатолий Шайхет.